# Природоохоронні території Казахстану

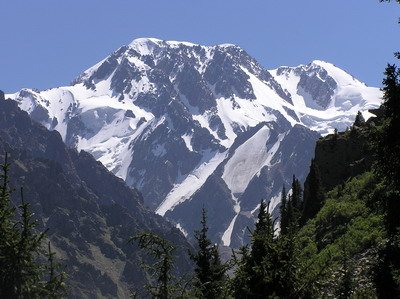
Пік Талгар в Алматинському заповіднику

Природоохоронні території Казахстану або природні території Казахстану, що перебувають під особливою охороною — територія Казахстану, що перебуває під особливою охороною. Законодавство з цього питання — це багато документів, але основний з них — Закон «Про природні території, що особливо охороняються». Він діє уже в третій редакції, але, судячи з усього, буде й четверта[джерело?]. На сьогоднішній день в Казахстані 113 республіканських природоохоронних територій різного типу. У їх числі й так звані «міські» — 5 ботанічних садів та 3 зоопарки. Реальна охорона природи ведеться в 9 заповідниках, 7 національних парках та 2 природних резерваціях. До того ж природоохоронні території Казахстану належать до різних відомств: Комітету мисливського та лісового господарства Міністерства сільського господарства, ботанічні сади належать до Міністерства освіти та науки, зоопарки — до Міністерства культури, інформації та суспільної згоди. Заповідні зони (крім Північно-Каспійської) — в оперативному управлінні «Мисливзоопрому». Національний парк «Бурабай» Акмолинської області належить Управлінню справами Президента.

## Заповідники Казахстану
Заповідник — природоохоронна територія, що передбачає збереження в незмінному вигляді екосистем та видів, що їх населяють. На території їх не допускається господарська діяльність. У 1926 р. в Казахстані створили перший заповідник — «Аксу-Джабагли».
Зараз їх дев'ять:
- Аксу-Джабаглинський,
- Алакольський,
- Алма-Атинський,
- Барсакельмеський,
- Західно-Алтайський,
- Коргалжинський,
- Маркакольський,
- Наурзумський,
- Устюртський,
- Каратауський, У планах:
- Єрейментауський.

У заповідних зон Казахстану є багато проблем. Зокрема, це величезне недофінансування. На охорону одного гектара території Устюртського заповідника виділяють $ 0,24, в Кургальджинському — $ 0,27. Середня заробітна платня співробітників цих заповідників — від 10 000 до 14 000 тенге на місяць ($ 68—95). Не вистачає техніки пожежегасіння та зв'язку. На одного охоронця випадає від 4 тисяч га в Західно-Алтайському заповіднику до 15,2 тисяч га в Кургальджинському. Деякі заповідники розвивають туризм в своїх буферних зонах, але найуспішніші тут Аксу-Джабаглинський та Кургальджинський заповідники, яким допомагають закордонні організації.

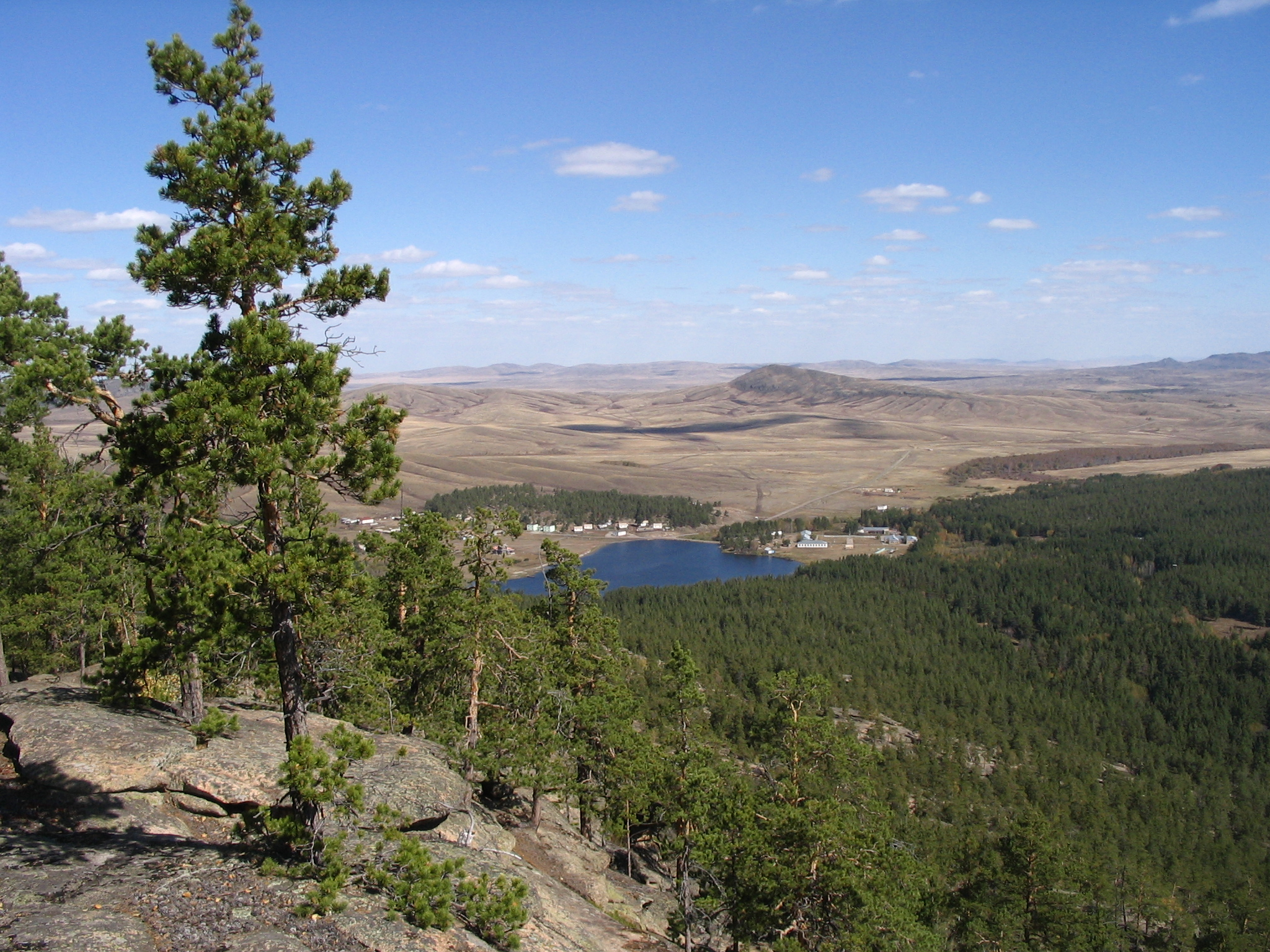
Каркаралинський національний парк

## Національні парки Казахстану
Національні парки — природоохоронні території, призначення яких — зберігати унікальні куточки дикої природи з забезпеченням людям можливості милуватися ними. Перший національний парк виник лише 1986 року.
Зараз у Казахстані 7 національних парків:
- Алтин-Емель,
- Баянаульський,
- «Бурабай»,
- Ілє-Алатауський,
- Каркаралинський,
- Катон-Карагайський,
- Кокшетау.

У них є свої проблеми, зокрема, некоректне використання буферної зони для будівництва об'єктів культурно-побутового призначення та самозахоплення земель і випасання худоби.

## Природні резервації
У 2003 р. в Казахстані створили дві природні резервації: «Єртіс-ормани» та «Арка-Ормани». Основна їх мета — збереження унікальних стрічкових борів Приіртишшя.

## Заповідні зони Казахстану
Найстаріша заповідна зона Північний Каспій була створена 1976 р., але її «Спеціальні екологічні умови» уряд затвердив лише 1999 р. Дуже довго її хотіли ліквідувати ресурсовидобувні компанії.
Жусандалинська, Кенлерлі-Каясанська та Карактауська-Ариська були створені спеціально для охорони одного з видів дроф та організації «валютного» полювання для них для арабських шейхів. Така охорона природи взагалі дуже сумнівна.

## Заказники
Створюються для охорони територій та ландшафтів без вилучення земель з виробничого обороту, лише з регламентації господарської діяльності на них. Всього в Казахстані 57 таких територій, з яких 36 (63 %) — зоологічні, 13 або 23 % — ботанічні, 7 або 12 % — комплексні. Один заказник — ботаніко-геологічний. Охорона природи тут відбувається епізодично, рейдами охоронців та єгерів.

## Ботанічні сади
Вони є філіями Інституту ботаніки та фітоінтродукції Міністерства освіти та науки. Тут виникла законодавча колізія, бо вони повинні мати статус юридичних осіб, який втратили із входженням до складу цього Інституту.
Всього їх п'ять:
- Головний (Алма-Ата),
- Алтайський (Ріддер),
- Джезказганський (Карагандинська обл.),
- Ілійський (Алма-Атинська обл.),
- Мангишлакський (Актау).

Карагандинський ботанічний сад передали Інституту фітохімії і він фактично припинив існування.

## Зоопарки
Усього в Казахстані три зоопарки:
- Алматинський,
- Карагандинський,
- Чикментський.

Ситуація Чикментського зоопарку — критична його треба або терміново рятувати, або ліквідовувати.

## Пам'ятки природи
Їх площа звичайно не перевищує кілька га. Але щодо цих природоохоронних територій важливі саме його значення та унікальність до природи. У Казахстані їх 26. Це — окремі унікальні сопки, водойма з реліктовими рослинами, «співаючі бархани» тощо.